# 크로니클 (영화)
크로니클(영어: Chronicle)는 2012년 공개된 조시 트랭크 감독의 미국의 SF 영화이다.
크로니클은 2012년 1월 28일 제라르메르 영화제에서 초연되었으며, 20세기 폭스에 의해 2012년 2월 3일 미국에서 개봉되었다.

## 줄거리
시애틀에 사는 고등학생 앤드류는 학교에서 괴롭힘을 당하고 알코올 중독자인 아버지에게 학대받는 힘든 나날을 보낸다. 설상가상으로 어머니는 암 투병 중이다. 앤드류의 유일한 친구는 사촌인 매트. 매트는 앤드류에게 친구들과 어울리도록 파티에 데려가지만, 앤드류가 촬영 때문에 다른 학생과 다툼이 생겨 파티에서 나가게 된다. 인기 많은 학생 스티브는 앤드류에게 숲에서 발견한 커다란 구멍을 촬영해달라고 부탁하고, 앤드류, 매트, 스티브는 함께 구멍으로 들어간다. 그곳에서 세 사람은 빛나는 결정체를 발견하고, 갑자기 결정체가 격렬하게 반응하며 카메라가 고장난다.
며칠 후, 앤드류, 매트, 스티브는 염력을 얻게 되고, 능력을 과도하게 사용하면 코피를 흘린다는 사실을 알게 된다. 경찰이 구멍을 봉쇄한 후, 그들은 염력을 이용해 장난을 치지만, 심술궂은 운전자를 호수에 빠뜨리는 등 선을 넘게 된다. 스티브가 그 남자를 구했지만, 매트는 생명체에게 능력을 사용하지 말자고 주장한다. 스티브가 하늘을 날 수 있다는 사실을 발견한 후, 세 사람은 졸업 후 함께 세계여행을 떠나기로 한다. 특히 앤드류는 티베트에 가고 싶어 한다. 스티브는 학교 장기자랑에서 염력으로 마술쇼를 하도록 앤드류를 설득하고, 앤드류는 새로운 인기를 누리게 된다. 하지만 파티에서 술에 취해 실수하고, 스티브가 분위기를 풀려다가 앤드류를 기분 나쁘게 하면서 상황이 꼬인다.
앤드류의 아버지는 카메라를 발견한 후 앤드류를 공격하고, 앤드류는 염력으로 반격한 후 집에서 도망친다. 폭풍우 속을 날아다니는 앤드류를 위로하려 스티브가 따라오지만, 스티브가 떠나지 않자 앤드류는 실수로 번개를 쳐 스티브를 죽인다. 스티브 장례식에서 매트가 사건에 대해 묻자 앤드류는 부인하지만 나중에 스티브 무덤에서 용서를 구한다. 학교에서 다시 고립된 앤드류는 자신을 괴롭히던 학생의 이를 뽑아버리고, 자신을 최상위 포식자로 여기며 약한 자를 해치는 데 죄책감을 느끼지 않아야 한다고 합리화한다. 어머니 치료비를 벌기 위해 소방관 복장을 하고 강도짓을 하다 폭발사고를 일으키고 병원에 입원한다. 아버지는 의식을 잃은 앤드류에게 어머니가 죽었다고 알린다. 앤드류는 아버지에게 분노하며 병실 벽을 부수고 아버지를 다치게 한다.
매트는 코피를 흘리며 앤드류에게 문제가 생겼음을 감지한다. 매트와 케이시는 앤드류를 찾으러 병원으로 향하고, 앤드류는 도심에서 분노를 표출한다. 매트는 앤드류와 싸우지만 앤드류는 무고한 사람들에게까지 해를 끼친다. 매트는 앤드류를 설득하려 하지만 앤드류는 매트를 심하게 다치게 하고 다른 사람들을 위협한다. 어쩔 수 없이 매트는 주변 조형물의 창으로 앤드류를 찔러 죽이고 경찰이 오기 전에 도망친다.
얼마 후 매트는 앤드류의 카메라를 들고 티베트에 도착한다. 매트는 앤드류에게 사과하고, 힘을 좋은 곳에 쓰겠다고 다짐하며, 무슨 일이 있었는지 밝히겠다고 약속한다. 그는 카메라를 티베트 사원에 향한 후 날아간다.

## 배역
- 데인 데한 - 앤드루 데트머 역
- 앨릭스 러셀 - 맷 개리티 역
- 마이클 B. 조던 - 스티브 몽고메리 역
- 마이클 켈리 - 리처드 데트머 역
- 애슐리 힌쇼 - 케이시 역
- 애나 우드 - 모니카 역
- 보 피터슨 - 캐런 데트머 역